# Yutaka Soneda
Yutaka Soneda (japanisch 曽根田 穣 Soneda Yutaka; * 29. August 1994 in Matsuyama) ist ein japanischer Fußballspieler.

## Karriere
Soneda erlernte das Fußballspielen in der Jugendmannschaft von Ehime FC und der Universitätsmannschaft der Biwako Seikei Sport College. Seinen ersten Vertrag unterschrieb er 2017 bei Ventforet Kofu. Der Verein spielte in der höchsten Liga des Landes, der J1 League. Am Ende der Saison 2017 stieg der Verein in die J2 League ab. Für den Verein absolvierte er 50 Ligaspiele. 2020 wechselte er zum Ligakonkurrenten Kyoto Sanga FC. Mit dem Verein aus Kyōto feierte er Ende 2021 die Vizemeisterschaft und den Aufstieg in die erste Liga. Für den Verein stand er 37-mal in der zweiten Liga auf dem Spielfeld. Im Januar 2020 unterzeichnete er einen Vertrag beim Ligakonkurrenten Mito Hollyhock. Für den Verein aus Mito bestritt er 27 Zweitligaspiele. Nach einer Saison wechselte er im Januar 2023 nach Matsuyama zum Drittligisten Ehime FC. Am Ende der Saison 2023 feierte er mit Ehime die Drittligameisterschaft und den Aufstieg in die zweite Liga.

## Erfolge
Kyoto Sanga FC
- Japanischer Zweitligavizemeister: 2021  ▲

Ehime FC
- Japanischer Drittligameister: 2023  ▲